# Tylawa
Tylawa (łem. Тылява) – wieś w Polsce położona w województwie podkarpackim, w powiecie krośnieńskim, w gminie Dukla. Leży przy DK19 i DW897.
Do 1954 istniała gmina Tylawa. W latach 1975–1998 miejscowość administracyjnie należała do województwa krośnieńskiego.

## Części wsi
| SIMC    | Nazwa     | Rodzaj    |
| ------- | --------- | --------- |
| 0350527 | Dół       | część wsi |
| 0350533 | Drymak    | część wsi |
| 0350540 | Góra      | część wsi |
| 0350556 | Stasianie | część wsi |

## Historia
Najstarsze znaleziska (kurhany) z okolicy Dukli świadczą o zasiedleniu tych terenów przez człowieka w epoce brązu i żelaza (2000 p.n.e.–400 n.e.). W okresie lateńskim i wpływów rzymskich nastąpił zanik kultury łużyckiej na tym terenie i wytworzenie się nowej kultury materialnej, określanej mianem kultury przeworskiej. Na jej tworzenie duży wpływ miała cywilizacja rzymska – znaleziska: ceramika toczona na kole tzw. ceramika siwa oraz monety rzymskie znalezione w Dukli i w Tylawie. W okresie od I do IV w. zasiedlone już były wszystkie wzniesienia w okolicy Tylawy i Dukli. Świadczą o tym odkrycia w Lężanach, (pochodzące od Lędzian), Tylawa, (czyli dawne ty lędziany a potem tylawiany. Monety rzymskie z tego okresu znaleziono w Tylawie, w Barwinku, Równem, Wietrznie, Krośnie i Dukli.
W V i VI w. najazdy Hunów zniszczyły osady.
Od VIII w. rozpoczął się rozwój plemiennych i międzyplemiennych organizacji Słowian. Ziemie te zamieszkiwało plemię (czy raczej związek plemion) Lędzian, tworzących protopaństwo, które w IX w. dostało się pod nieokreśloną bliżej zależność Wielkich Moraw, wiek później Czech, a potem Polan.
- 1435–1438 w okolicznych lasach, w kierunku Dukli przebywał pustelnik św. Jan z Dukli
- 1486 wzmianka o zastawie tej wsi przez dziedzica Dukli Jakubowi Zaklice i jego bratu.
- Ok. 1590 wieś we władaniu Oktawiana Gucci
- Kolejnym właścicielem Tylawy był ród Męcińskich, posiadacze Barwinka i Zyndranowej. Przez pewien czas należał do Tylickich do ojca bpa Piotra Tylickiego (1606–1616). Od 1618 właścicielem wsi był Andrzej Męciński z Kurozwięk, a po nim kolejno: Jan Męciński (pułkownik znaku pancernego), Wojciech Męciński (wielokrotny poseł na sejm), Stanisław Męciński (1732–1799), a w końcu aż do śmierci w 1859 jego syn Wincenty Męciński. Potem przeszła na własność wiedeńskich przemysłowców Thonetów, prowadzących tu tartak.
- 7 kwietnia 1769 w okolicy Tylawy skoncentrowały się siły konfederackie pod dowództwem Kazimierza Pułaskiego. Wielokrotnie przez osadę przechodzili Konfederaci i tu też mieli swoje szańce.
- W czasie I wojny światowej w 1914 cofające się oddziały austriackie spaliły znaczną część wsi i dwukrotnie toczono tu walki.
- 1926–1934 – schizma tylawska.
- 10 września 1939 wieś zajęły oddziały słowackie.
- 13 sierpnia 1942, w lesie u podnóża wzgórza Błudna, hitlerowcy dokonali likwidacji ludności z getta w Dukli i z okolic. Rozstrzelali tam około 500 Polaków, głównie pochodzenia żydowskiego z Rymanowa, Dukli i Jaślisk, których przedtem więziono w Dukli. Na miejscu kaźni znajduje się zbiorowa mogiła i pomnik.
- 18 stycznia 1943 – grupa partyzantów z oddziału Gwardii Ludowej dowodzonego przez Grzegorza Wodzika ps. "Wyścig" opanowała urząd gminny niszcząc dokumentację kontyngentową[6].
- wiosna 1944 – zamordowanie przez hitlerowców na drodze z Tylawy do Dukli (na tzw. Dziurdziu) 10 działaczy komunistycznych przywiezionych z więzienia w Jaśle (w 1962 roku ku czci pomordowanych postawiono pomnik)[7].
- 23 września 1944 – po wielodniowych walkach w Dolinie Śmierci i innych miejscach podczas operacji dukielsko-preszowskiej, Armia Czerwona nacierając w kierunku Barwinka wkroczyła do Tylawy.

## Warto zwiedzić
- Dawną cerkiew greckokatolicką z 1784 z zachowanym XVIII-wiecznym ikonostasem i późnorenesansowe ławki z połowy XVII w., przeniesione z kościoła w Iwoniczu
- Obelisk na zbiorowej mogile pomordowanych przez hitlerowców w lesie, u podnóża wzgórza Błudna za dworkiem
- Kaplicę prawosławną pw. Narodzenia Przenajświętszej Bogurodzicy, wzniesioną w latach 2008–2009 w miejscu rozebranej w 1946 cerkwi (kaplica należy do parafii św. Michała Archanioła w Pielgrzymce)[8].

## Szlaki piesze
- Baranie – Olchowiec – Wilsznia – Smereczne – Tylawa
- Barwinek – Zyndranowa – Ostra (687 m n.p.m.) – Stasiane – Tylawa – Pustelnia św. Jana z Dukli